# Bristol 412
Der Bristol 412 ist ein viersitziges Cabriolet des ehemaligen britischen Automobilherstellers Bristol Cars. Das  eigenwillige Oberklasse-Auto war „das Ergebnis eines Zusammentreffens der automobilen Exzentriker“ Bristol und Zagato. Der 412 ergänzte Bristols viersitzige Saloons der Baureihen 411 Mk. V und 603. Er wurde von 1975 bis 1980 in zwei Serien gebaut. In dieser Zeit entstanden insgesamt 39 Autos. Ein überarbeiteter Nachfolger des 412 kam 1980 als Bristol Beaufighter auf den Markt.

## Entstehungsgeschichte
Das in Gloucestershire ansässige Unternehmen Bristol Cars hatte seine Wurzeln in der Bristol Aeroplane Company, die 1910 in Bristol als Flugzeughersteller gegründet worden war. Nach dem Ende des Zweiten Weltkriegs gingen die Aufträge für Neuflugzeuge erheblich zurück. Um die Kapazitäten auszulasten, expandierte das Unternehmen – ähnlich wie Saab – in die Automobilbranche. Das erste Fahrzeug der neuen Marke, der Bristol 400, basierte auf technischen Komponenten der noch vor dem Krieg entwickelten BMW-Modelle 326, 327 und 328. Im Herbst 1958 führte Bristol mit dem viersitzigen 406 Saloon eine neue Modellgeneration ein, die eine Abkehr von der anfänglich betont sportlichen Ausrichtung der Marke bedeutete. Seit dem Bristol 407 von 1961 kamen US-amerikanische Achtzylindermotoren von Chrysler zum Einsatz, die zügiges Fahren ermöglichten; gleichwohl rückten Komfort und äußerliche Zurückhaltung bei Bristol zunehmend in den Vordergrund. Das galt auch für den seit 1969 in insgesamt fünf Generationen angebotenen geschlossenen Zweitürer 411 und seinen Nachfolger 603.
Neben den Standardmodellen hatte Bristol in den ersten Jahren wiederholt Sondermodelle mit Spezialkarosserien angeboten, unter ihnen der 406 Zagato. Danach entstand noch ein Zagato-Coupé auf Basis des Bristol 407; das Auto blieb aber ein Einzelstück. Im Sommer 1974 belebte Tony Crook, der Inhaber von Bristol Cars, die Beziehung zum Designstudio Zagato in Mailand neu. Er gab den Entwurf eines vollständig neuen Modells in Auftrag, das entgegen dem internationalen Trend ein offenes Fahren ermöglichen sollte.
Das neue Auto erhielt den Namen Bristol 412 Convertible und wurde im Frühjahr 1975 der Öffentlichkeit vorgestellt, ab 1976 hieß es Bristol 412 Convertible Saloon.

## Modellbeschreibung

### Karosserie

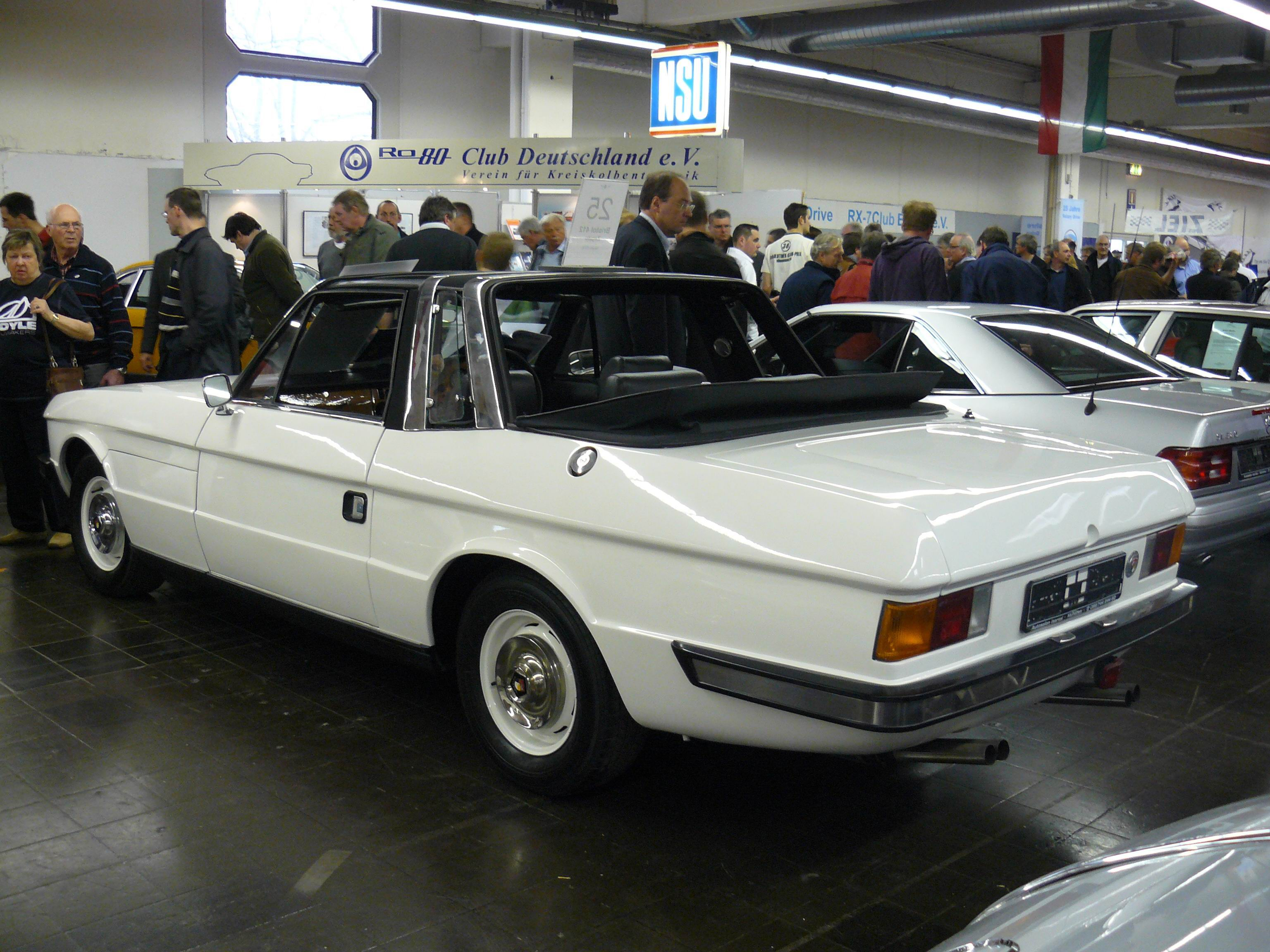
Am Lancia Beta Spider orientiert: Heckpartie des Bristol 412

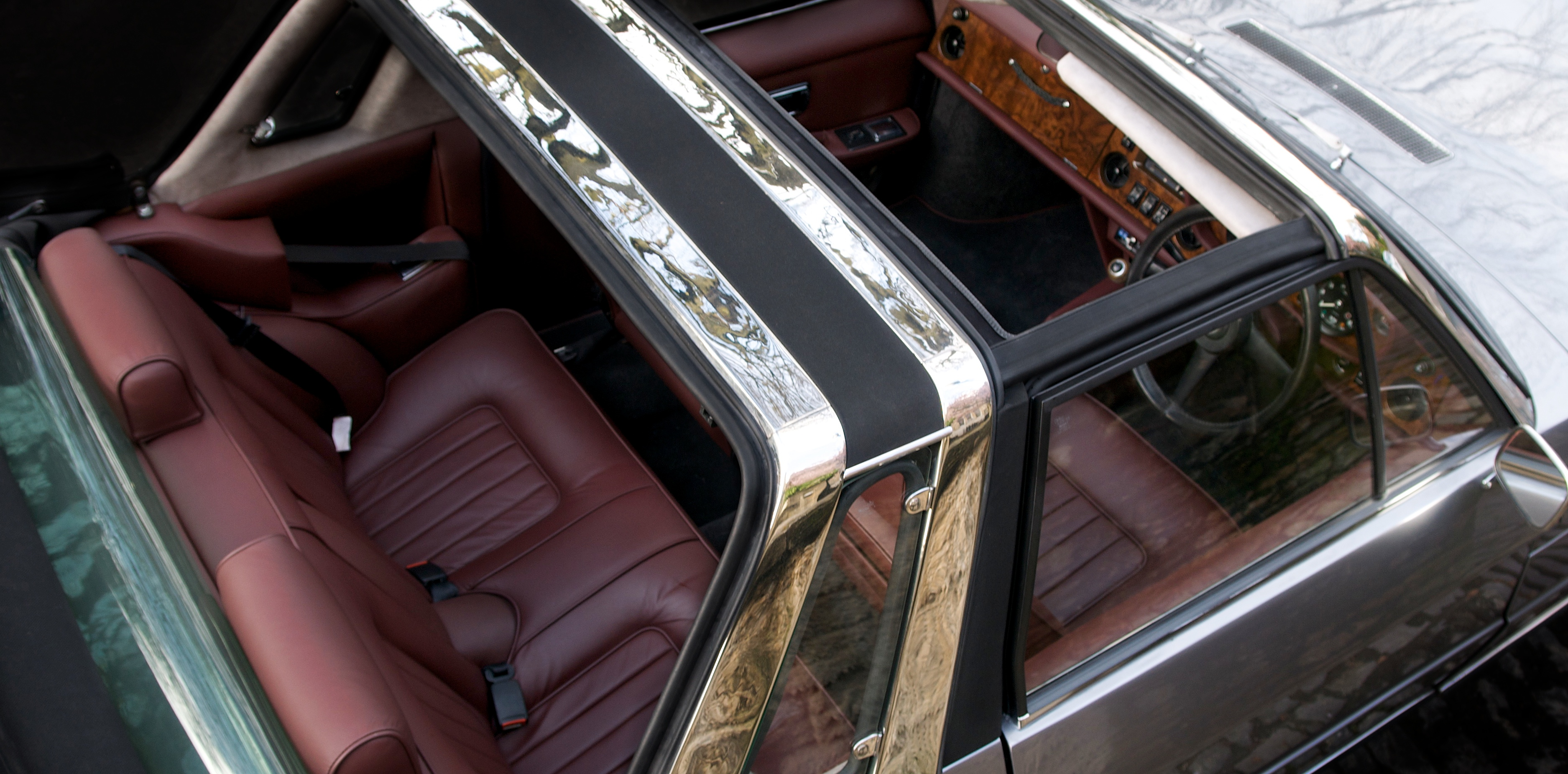
Fest stehender Überrollbügel

Die Karosserie des Bristol 412 ist eine Arbeit von Zagatos damaligem Chefdesigner Giuseppe Mittino. Er entwarf einen sehr eckigen Aufbau. Das Designkonzept war im Kern vom Lancia Beta Spider inspiriert, der seit 1974 bei Zagato in Serie gebaut wurde, dort allerdings nicht gestaltet worden war; tatsächlich kam sein Design von Pininfarina. Wie der Beta Spider hatte auch der Bristol einen breiten Überrollbügel, um Sicherheitsanforderungen gerecht zu werden. Damit nahm Bristol den Trend des sogenannten Sicherheitscabriolets auf, das erstmals 1970 beim Triumph Stag realisiert worden war und sich in den 1970er Jahren neben dem Lancia Beta Spider auch bei so unterschiedlichen Autos wie dem Reliant Scimitar GTC oder dem Opel Kadett Aero wiederfand.
Ein besonderes Merkmal des Bristol 412 war ein kleines Seitenfenster, das in den Überrollbügel eingelassen war und jedenfalls bei den frühen Modellen geöffnet werden konnte. Nahezu alle Exemplare hatten ein solches Fenster; bei mindestens einem Fahrzeug allerdings war der Überrollbügel stattdessen vollständig mit Vinyl überzogen. Zwischen Windschutzscheibenrahmen und Überrollbügel befand sich ein Targadach aus Kunststoff, das entfernbar war, über den Rücksitzen dagegen ein herabklappbares Stoffverdeck, das dem früheren Landau-Stil entsprach.
Viele Anbauteile kamen, wie bei Bristol üblich, von Großserienherstellern. Aus italienischer Produktion wurden insbesondere die Rückleuchten, die vom Lancia Beta Spider stammten, oder die Türgriffe übernommen, die bereits beim Alfa Romeo Zagato Junior verwendet worden waren. Die rechteckigen Scheinwerfer mit integrierten Blinkern stammten vom Opel Rekord D, der in Großbritannien als Commodore verkauft wurde.

### Chassis und Fahrwerk
Der Bristol 412 war wie alle vorangegangenen Modelle der Marke auf einem separaten Kastenrahmen mit Längsträgern und Quertraversen aufgebaut. Die Form des Chassis ging in den Grundzügen auf die Konstruktion des BMW 326 zurück.

### Motorisierung

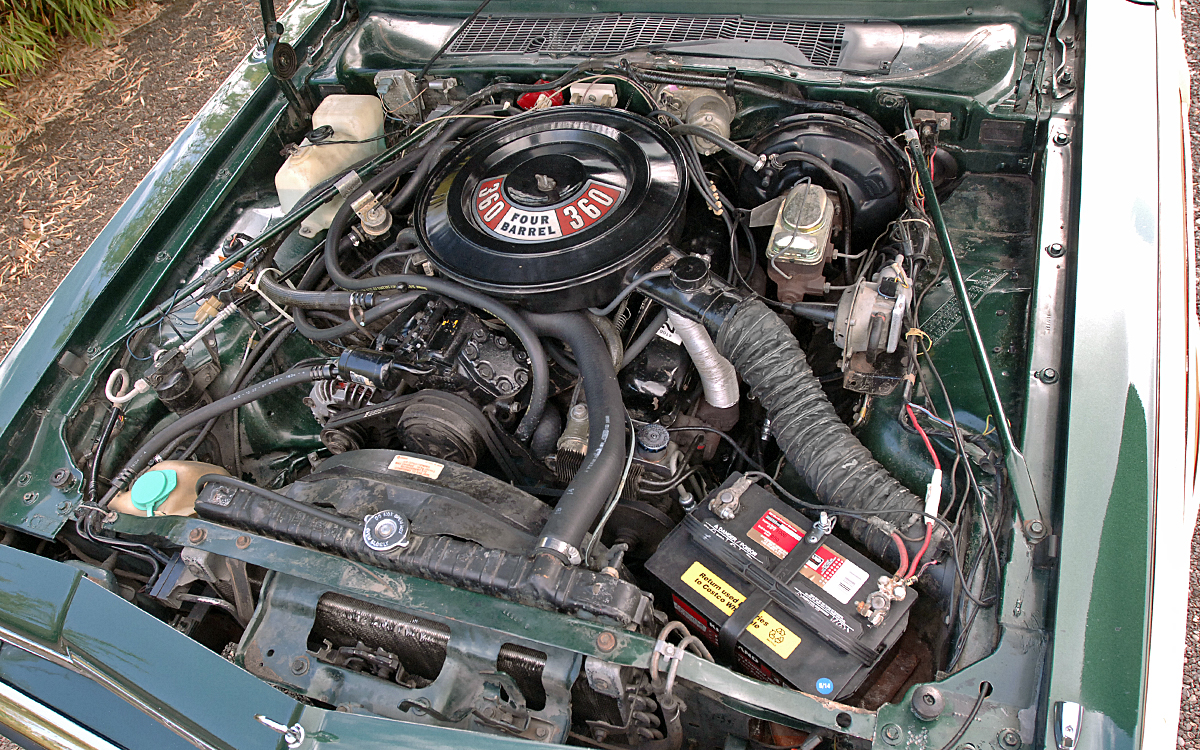
Chryslers Small-Block-Achtzylinder

In der ersten Serie verwendete der Bristol 412 einen 6,6 Liter (400 cui) großen Achtzylinder-V-Motor von Chrysler aus der B-Serie (Big Block). Dieser Motor wurde auch in den Bristol 411 Mk. V eingebaut.
Mit Einführung des 412 S2 griff Bristol auf den kleineren Small-Block-Motor der Baureihe LA zurück, der einen Hubraum von 5895 cm³ (360 cui) hat. Diesen Motor verwendete Bristol seit 1976 auch in dem geschlossenen Modell 603S. Der beim 603 zeitweise ebenfalls verfügbare Achtzylindermotor mit 5199 cm³ Hubraum (318 cui) stellte Bristol im 412 nicht zur Verfügung.

### Besonderheiten
Wie alle Bristols seit dem 404 ist das Reserverad in einem von außen zugänglichen Fach zwischen dem Vorderrad und der A-Säule untergebracht. Auf der anderen Fahrzeugseite befindet sich in einem ähnlichen Fach die Batterie. Auch der 412 weist diese Besonderheit auf. Sie bewirkt eine Vergrößerung des Kofferraumvolumens und trägt zudem zu einer Zentrierung des Gewichts in der Fahrzeugmitte bei.
Eine Innovation, die Bristol mit dem 412 einführte, waren Schienen am Fahrzeugboden, an denen die unteren Enden der Sicherheitsgurte befestigt waren; so konnten die Gurte bei Bedarf zurückgleiten, um einen barrierefreien Zugang zur Rückbank zu ermöglichen.

## Die einzelnen Serien

### Bristol 412 S1

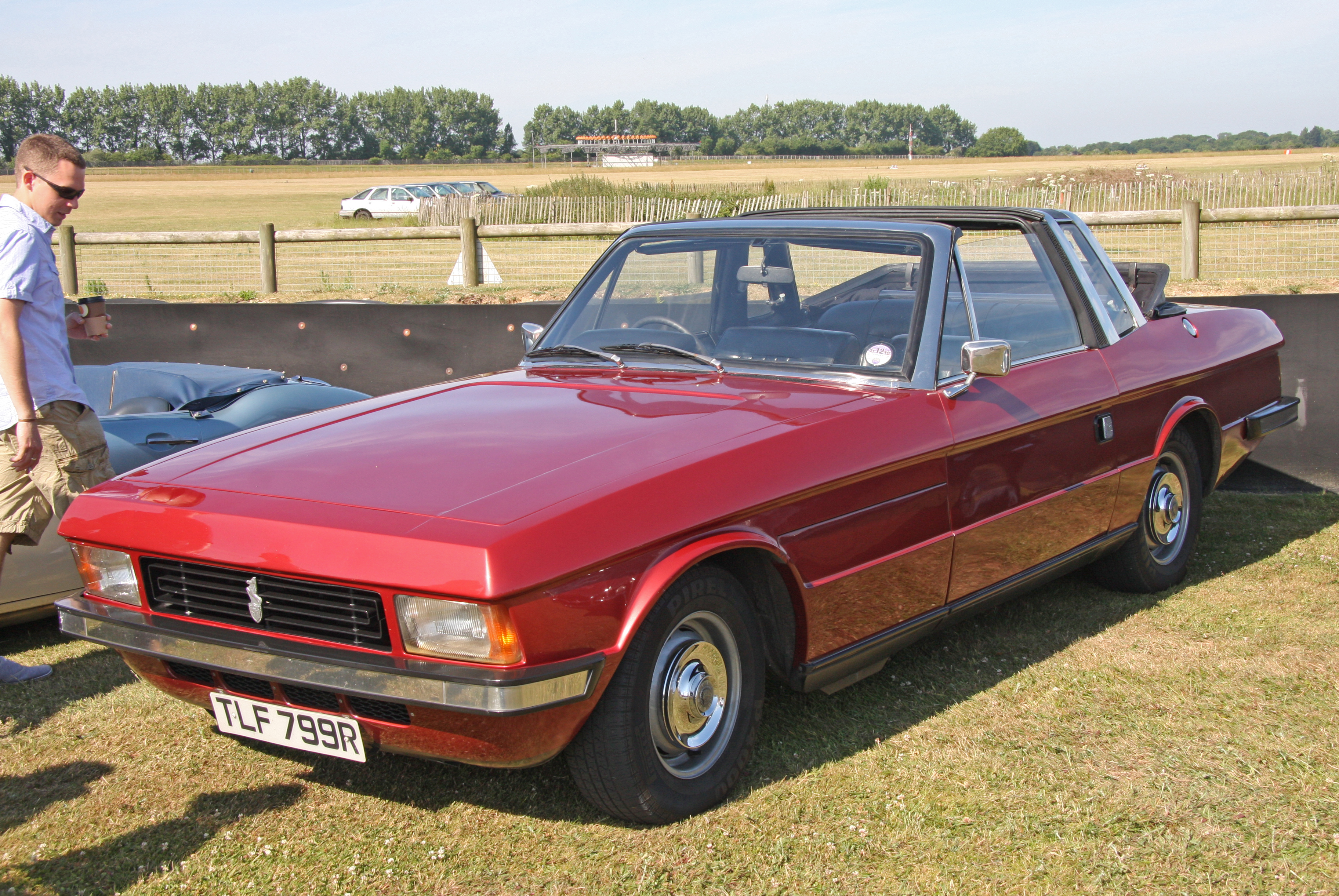
Bristol 412 S1 mit rahmenlosen Türfenstern

Eine Besonderheit der ersten Serie waren rahmenlose Türfenster. Das Fehlen eines Fensterrahmens erschwerte die Abdichtung zwischen den Seitenfenstern und dem Hardtop. Zur Verbesserung der Abdichtung entwickelte Bristol ein System, das die Seitenfenster beim Öffnen der Tür elektrisch absenkte und nach dem Schließen der Tür wieder anhob. Bristol unterließ eine Patentierung dieser Konstruktion. Später verwendete Mercedes-Benz eine sehr ähnliche Lösung für die eigenen Cabriolet-Modelle.
Der 412 S1 war 2.000 Pfund teurer als der geschlossene 411, lag aber 7.000 Pfund unter dem Preis für den offenen Rolls-Royce Corniche. Ab März 1976 hieß das ansonsten unveränderte Auto Bristol 412 Convertible Saloon. Als Antrieb diente, wie auch beim weiterhin angebotenen Modell 411 Mk. 5, ein Chrysler-Achtzylinder mit 6,6 Litern Hubraum.

### Bristol 412 S2

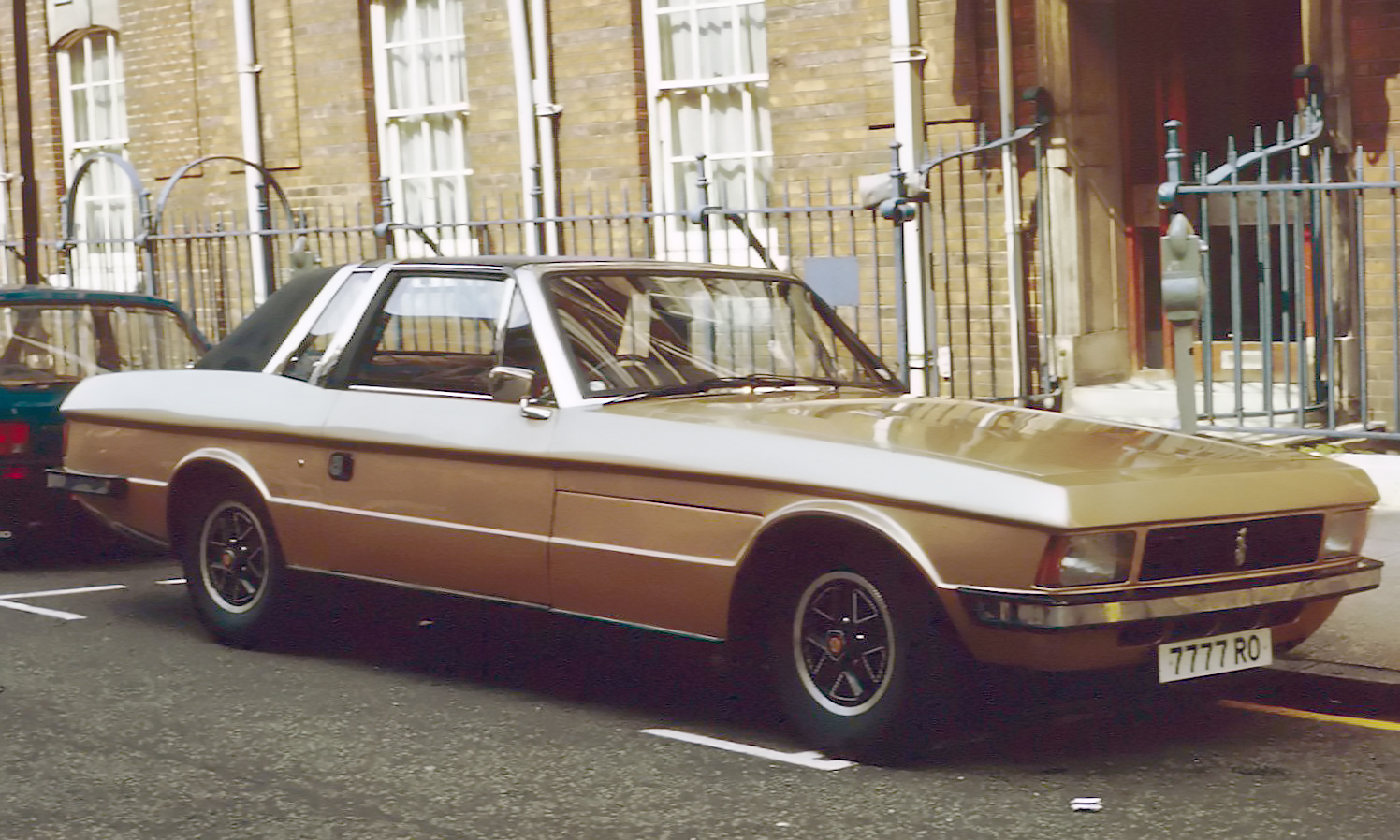
Bristol 412 S2

Im Herbst 1977 erschien der Bristol 412 Convertible Saloon S2 (Series 2). Das Auto hatte sich äußerlich nahezu nicht verändert. Allerdings verfügten die Fenster der Türen nun über einen Rahmen, so dass das bisher aufwändig gelöste Problem der Abdichtung von Fenstern und Hardtop entfiel. Der S2 wurde – wie der ein Jahr zuvor präsentierte Bristol 603 – von einem 5,9-Liter-Achtzylinder angetrieben, der weiterhin von Chrysler bezogen wurde. Anders als beim 603 war die kleinere 5,2-Liter-Variante beim 412 nicht erhältlich. Hingegen konnte das Auto auf Wunsch werksseitig für den Betrieb mit Erdgas hergerichtet werden.

## Varianten des 412

### Bristol 412 S3 Beaufighter

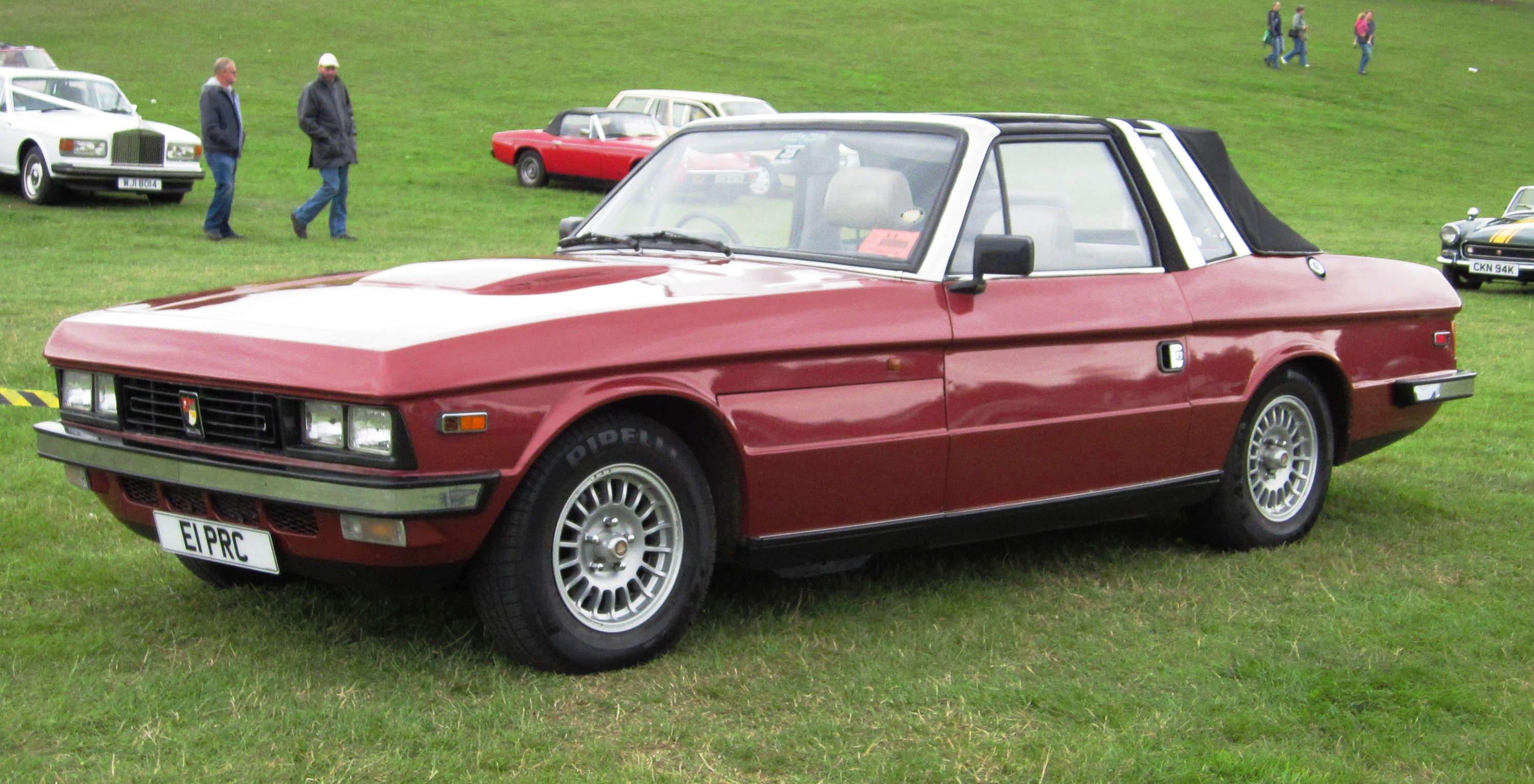
Bristol Beaufighter

Im Januar 1980 präsentierte Bristol eine aufsehenerregende Neuerung: Nunmehr war der Bristol 412 werksseitig mit Turboaufladung zu erhalten. Das Auto erschien gut zwei Jahre vor dem Bentley Mulsanne, der eine ähnliche Technik aufwies, und war damit das erste „serienmäßig“ mit Turbomotor ausgestattete Modell aus britischer Herstellung. Die Turbo-Aufladung erhöhte die Motorleistung um 30 Prozent, und auch die Fahrleistungen stiegen erheblich: Der Beaufighter legte den Sprint von 0 auf 96 km/h in 6,7 Sekunden zurück und erreichte eine Höchstgeschwindigkeit von mehr als 240 km/h. Bei den ersten Testfahrten war ein Verbrauch von über 30 Litern auf 100 km zu bemerken; Bristol gelang es aber in den nachfolgenden Monaten durch Feintuning, diesen Wert auf etwa 25 Liter/100 km zu senken. Der Beaufighter blieb bis 1993 im Programm. Ein Sondermodell war der Beaufort, ein viersitziges Vollcabriolet, das ein Einzelstück blieb.

### Bristol 412 USA
Ende 1980 produzierte Bristol auf Initiative eines amerikanischen Geschäftsmanns zwei links gelenkte Fahrzeuge mit der Karosserie des Beaufighter, aber ohne Turboaufladung. Die Antriebstechnik entsprach der des Bristol 412 S2; allerdings war eine Abgasreinigung durch einen Katalysator vorgesehen. Die als Bristol „412 USA“ bezeichneten Fahrzeuge waren für den amerikanischen Markt bestimmt. Die Fahrzeuge wurden auf der New York Motorshow 1980 öffentlich gezeigt. Sie fanden in der Folgezeit amerikanische Käufer. Ein regelmäßiger Vertrieb derartiger Fahrzeuge in die USA ließ sich aber nicht realisieren. Das Vorhaben scheiterte letztlich daran, dass der 412 USA nicht die Zulassungsbestimmungen aller amerikanischen Staaten erfüllte. Einige ähnlich konzeptionierte Autos konnte Bristol im Laufe der 1980er Jahre auf dem Schweizer Markt absetzen, ein weiteres Fahrzeug wurde nach Kanada exportiert.

## Produktion

### Produktionsprozess
Während Bristol die Rohkarosserien und die Karosseriebleche der Standardmodelle von 1961 bis 1976 bei Park Royal in London herstellen ließ, griff das Unternehmen beim 412 auf italienische Hersteller zurück. Seine Rohkarosserien fertigte anfänglich Zagato, später die Carrozzeria Maggiora in Moncalieri bei Turin. Die ersten zwei Serien-412 wurden bei komplett Zagato aufgebaut, danach übernahm Bristol die Komplettierung der Autos selbst.

### Produktionsumfang
Zur Anzahl der Exemplare, die von 1975 bis 1980 hergestellt wurden, machte Bristol – wie bei allen anderen Modellen – werksseitig keine Angaben. Bristol beschränkte sich auf die Standardinformation, dass der Hersteller niemals mehr als 70 Autos pro Jahr bauen würde. Diese Zahl wurde ab 1960 allerdings in keinem Jahr auch nur ansatzweise erreicht. Mittlerweile ist geklärt, dass, alle Varianten und Ableger zusammengenommen, 59 Fahrzeuge vom Typ 412 gebaut wurden. Das verteilt sich auf die einzelnen Varianten wie folgt:
| Produktionszahlen Bristol 412-Baureihe | Produktionszahlen Bristol 412-Baureihe | Produktionszahlen Bristol 412-Baureihe |
| -------------------------------------- | -------------------------------------- | -------------------------------------- |
| Variante                               | Bauzeit                                | Stückzahl                              |
| 412 S1                                 | 1975–1977                              | 20                                     |
| 412 S2                                 | 1977–1980                              | 19                                     |
| Beaufighter (412 S3)                   | 1980–1993                              | 19                                     |
| Beaufort                               | 1984                                   | 1                                      |
| Summe: 59                              |                                        |                                        |

## Der Bristol 412 in der Presse
Erste Tests ergaben, dass das kantige, aerodynamisch ungünstige Auto eine Höchstgeschwindigkeit von 225 km/h erreichte. Die Tester lobten das leichtgängige, spielerische Handling, die erfreulichen Fahrleistungen und die hervorragende Verarbeitungsqualität. Ein Fotograf der Zeitschrift Motor Sport, der sich zum Wechseln seiner Filme üblicherweise in den Kofferraum der Testautos einschließen ließ, berichtete, dass er in keinem anderen Kofferraum eine so nachhaltige Dunkelheit erlebt hätte wie in dem des Bristol 412.
In der Ausgabe vom Juni 1977 verglich das britische Magazin Car and Driver den Bristol 412 unter dem Titel „The Hypertourers“ mit einem Ferrari 400 Automatic und einem Aston Martin Lagonda. Der als Bristol-affin bekannte Journalist L. J. K. Setright kam zu dem Ergebnis, dass der Bristol 412 seinen Konkurrenten vorzuziehen sei, und beschrieb den 412 als:

“a car that is always a lady …, retaining her manners where another might be revealed as a bitch.”

„ein Auto, das immer eine Lady ist …, die ihre Manieren auch in Situationen bewahrt, in denen sich andere als Schlampe erweisen“